# Cirque en folie !
Cirque en folie ! est le onzième album de la série de bande dessinée Les Simpson, sorti le 18 août 2010, par les éditions Jungle. Il contient deux histoires : Be-Bop-A-Lisa et Clown malgré lui.